# Diocese de Caruaru

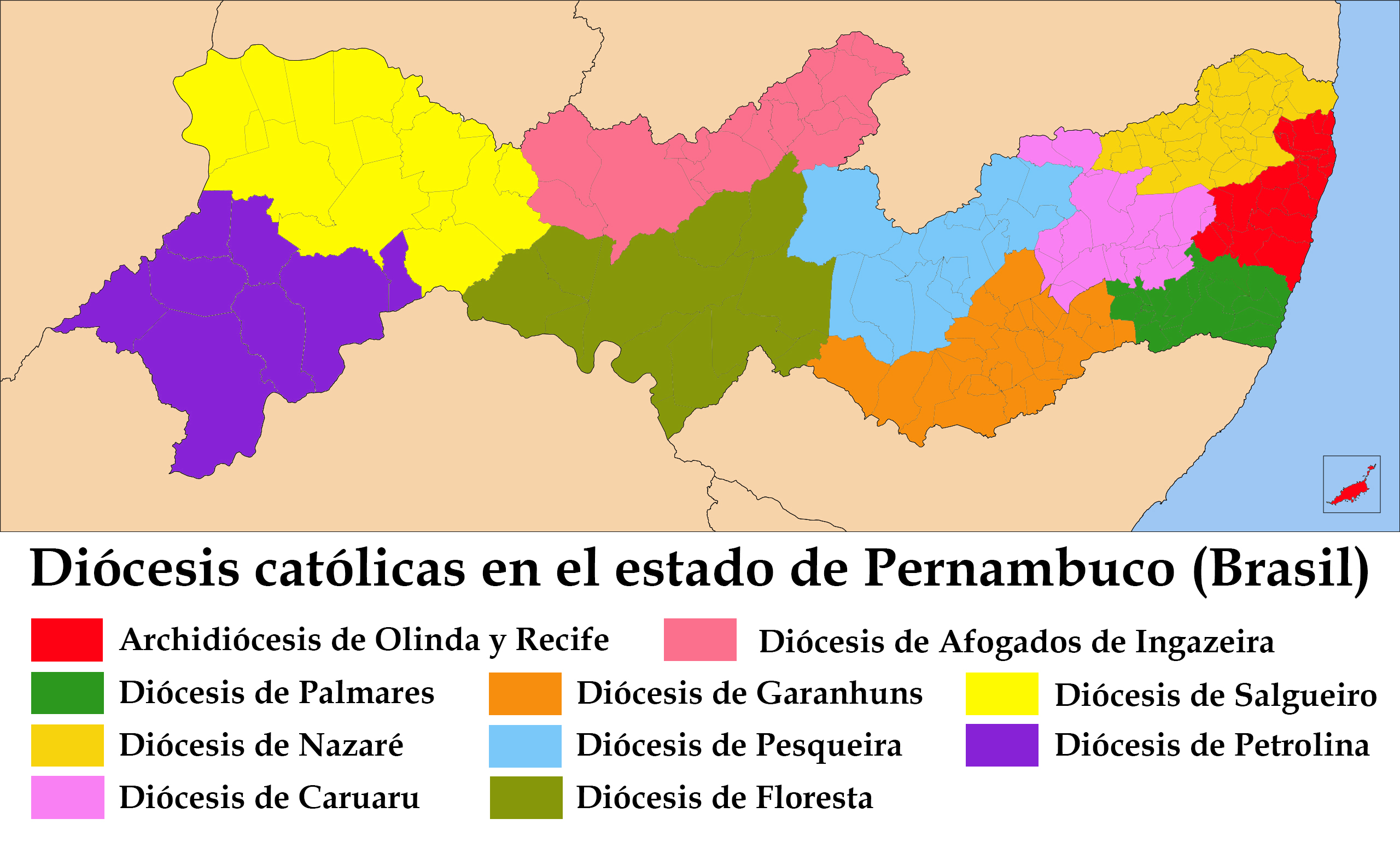
Província Eclesiástica de Olinda e Recife.

A Diocese de Caruaru (Dioecesis Caruaruensis) é uma circunscrição eclesiástica da Igreja Católica no Brasil, pertencente à Província Eclesiástica de Olinda e Recife e ao Conselho Episcopal Regional Nordeste II da Conferência Nacional dos Bispos do Brasil, sendo sufragânea da Arquidiocese de Olinda e Recife. A sé episcopal está na Catedral Nossa Senhora das Dores, na cidade de Caruaru, no estado de Pernambuco.
Seu bispo atual é Dom José Ruy Gonçalves Lopes, O.F.M.Cap., O.S.A.

## Histórico
A história religiosa de Caruaru remonta a 1840, quando foi organizada a Irmandade de Nossa Senhora das Dores, focada no culto religioso e obras apostólicas. Em 1846, foi doado um terreno no Centro para a construção da Capela de Nossa Senhora das Dores, cuja pedra fundamental foi abençoada pelo Frei Euzébio de Sales.
Na época, o Bispo de Olinda era Dom João da Purificação Marques Perdigão. O território da nova freguesia foi desmembrado da Paróquia de São Caetano, e o Padre Antônio Jorge Guerra foi nomeado o primeiro vigário da Paróquia de Nossa Senhora das Dores de Caruaru.
Em 19 de novembro de 1944, Dom Miguel de Lima Valverde, arcebispo da Arquidiocese de Olinda e Recife, formou uma comissão pró-bispado para encaminhar a criação do Bispado em Caruaru. Anos depois, em 7 de agosto de 1948, o Papa Pio XII, através da Bula "Quae Maiori Christifidelium", oficializou a criação da Diocese de Caruaru.
A Diocese de Caruaru foi formada a partir de territórios desmembrados da Arquidiocese de Olinda e Recife e das Dioceses de Nazaré e Pesqueira. O primeiro bispo, Dom Paulo Hipólito de Souza Libório, foi nomeado em 15 de março de 1949 e tomou posse em 15 de agosto daquele ano. Caruaru tinha cerca de 70.000 habitantes na época, e a diocese abrangia 301.397 fiéis.
A Matriz de Nossa Senhora das Dores foi posteriormente elevada à condição de Catedral Diocesana, após a criação da Diocese.
Após a transferência de Dom Paulo para Parnaíba, Mons. Augusto Carvalho foi nomeado segundo bispo, assumindo o cargo em 1959. Ele serviu por 34 anos até se tornar emérito em 1993, quando foi sucedido por Dom Antônio Soares Costa. Dom Antônio faleceu repentinamente em 2002, sendo substituído por Dom Bernardino Marchió, que assumiu a diocese em 12 de janeiro de 2003 e ficou até à renúncia, por limites de idade. O seu sucessor, Dom José Ruy Gonçalves Lopes, tomou posse no dia 19 de setembro de 2019.

## Brasão
De blau, uma cruz latina adestrada de prata, acompanhada no cantão sinistro da ponta por um coração flamejante de goles, chagado por sete gládios de prata, empunhados de jalde, sobreposto a um resplendor do último, encimado por uma coroa real do mesmo. O coração cravado por sete espadas alude a figura de Nossa Senhora das Dores, Padroeira da Diocese de Caruaru, e por isso também leva sobre si uma coroa. Como recordara o Papa Bento XVI, contemplando a Virgem sob tal título “contemplamos Maria, que partilha a compaixão do Filho pelos pecadores”. Aos pés da cruz, símbolo da salvação e da restituição dos laços do gênero humano com Deus, estava Maria, que é confiada à Igreja como sua Mãe.

## Demografia e foranias
Em 2004, a diocese contava com uma população aproximada de 724.794 habitantes, com 84,2% de católicos.
O território da diocese é de 5.792 km², organizado em 46 paróquias e 6 áreas pastorais. Distribuídas em 18 municípios: Agrestina, Altinho, Barra de Guabiraba, Bezerros, Bonito, Cachoeirinha, Camocim de São Félix, Caruaru, Chã Grande, Gravatá,, Riacho das Almas, Sairé, Santa Cruz do Capibaribe, São Caetano, São Joaquim do Monte, Tacaimbó, Taquaritinga do Norte e Toritama.
A diocese conta com seis foranias:
| Forania                    | Cidade(s)                                                               | Número de Paroquias | Abrangência populacional | Território    |
| -------------------------- | ----------------------------------------------------------------------- | ------------------- | ------------------------ | ------------- |
| Nossa Senhora das Dores    | Caruaru                                                                 | 9                   | 369.343                  | 923,150 km²   |
| São Francisco              | Caruaru                                                                 | 9                   | 369.343                  | 923,150 km²   |
| Santo Amaro                | Santa Cruz Do Capibaribe, Taquaritinga do Norte e Toritama              | 7                   | 188.372                  | 836.197 km²   |
| São José                   | Bezerros, Chã Grande, Gravatá, Riacho das Almas e Sairé                 | 8                   | 198.542                  | 1.585.884 km² |
| Nossa Senhora da Conceição | Barra de Guabiraba, Bonito, Camocim de São Felix e São Joaquim do Monte | 6                   | 93.204                   | 814.745 km²   |
| Nossa Senhora do Ó         | Agrestina, Altinho, Cachoeirinha, São Caetano e Tacaimbó                | 7                   | 126.958                  | 1.629.489 km² |
| [ 9 ]                      |                                                                         |                     |                          |               |

## Bispos
|    | Nome                                        | Período      | Notas                                         |
| -- | ------------------------------------------- | ------------ | --------------------------------------------- |
| 5° | José Ruy Gonçalves Lopes, O.F.M.Cap. O.S.A. | 2019 — atual |                                               |
| 4º | Bernardino Marchió                          | 2003 — 2019  | Bispo emérito.                                |
| 3º | Antônio Soares Costa †                      | 1993 — 2002  | Falecido em Caruaru, aos 7 de junho de 2002.  |
| 2º | Augusto Carvalho †                          | 1959 — 1992  | Falecido em Caruaru, aos 8 de agosto de 1997. |
| 1º | Paulo Hipólito de Souza Libório †           | 1949 — 1959  | Nomeado Bispo de Parnaíba.                    |